# يوكاي واتش (أنمي)
يو-كاي ووتش مسلسل مأخوذ من لعبة يوكاي واتش، تنتجه شركة OLM. بث المسلسل لأوّل مرة في اليابان على TX Network في 8 يناير 2014. وبدأ بث المسلسل في سبيستون في 18 سبتمبر 2016.

## الممثلون
- صفاء رقماني - زين
- عادل أبو حسون - ويسبر، وهام، بشوش، ناموسة، نكد
- صابرين الورار - هناء، كوماجيرو، نشال، مهمومة، عبيلة، ضليل، برطوم
- كريستين شحود - جيبانيان، فتاة المطعم، برق، كيوبي، جشوع، سرخس، عنكش، أنيف
- رغدة الخطيب - جاد، خالة مونا، صاحبة القط، كوماسان، منتعش، عيناء، تنغو، نزوق، الأنسة داهية، كذوب
- رأفت بازو - الأستاذ يافع (الصوت الأول)، ناسي (الصوت الأول)، بخاخ، جذاب، خيدوش (الصوت الأول)، نوكو، كاسف
- مهجة الشيخ - رامي، موضة، ياكو، هرتوز، بقباقة، سهاد، شوغونيان، نطاط
- أسيمة يوسف - كركوبة، هازئ، بلندح، أبخر، ثرثارة
- كامل نجمة - الأستاذ يافع (الصوت الثاني)، جمول، خيدوش (الصوت الثاني)، مزنوق، جذاب (الصوت الثاني)
- نضال جوهر - حارد، طيب، لماع
- طالب الرفاعي - عم جواد، جسور، ناسي (الصوت الثاني)، فنفون، الأستاذ يافع (الصوت الثالث)
- محمد أيتوني - شكوك، المشككون، غليان، بذرقة، روبونيان
- رشا بيدس (غير مدرج)
- ندى محفوض (غير مدرج)
- إيهاب حداقي (غير مدرج)
- لمى هاشم (غير مدرج)
- طارق المسكي (غير مدرج)

بالاشتراك مع:
- يحيى الكفري
- محمد خير أبو حسون - مدير الشركة، نباح، أحاح، أنوف، محال، شاحم، جمزوم.
- محمد مصطفى - شرهان، شنكل الحرنكشي، ألمعي، إمساك.
- رائد مشرف
- مأمون الرفاعي - الراوي

## طاقم إنتاج الأنمي
- تأليف النص الرئيسي: يويتشي كاتو
- تصميم اليوكاي والشخصيات الأصلية: تاكوزو ناغانو، ميهو تاناكا
- تصميم الشخصيات: ماسامي سودا (#1–21)، Toshiya Yamada (#22–50)‎
- إخراج الرسوم المتحركة الرئيسي: Toshiya Yamada (#1–21)‎، Akira Takeuchi (#22-إلى الآن)‎
- الإخراج الفني: آية كوغينوكي، توشيهيرو كوهاما
- إخراج التصوير: ناهومي ياماميشي
- تصميم الألوان: إيمي كادونو
- المونتاج: إيمي أونوديرا
- الموسيقى: كينيشيرو سايجو
- إخراج الصوت: ماسافومي ميما
- إنتاج الرسوم المتحركة: OLM TEAM INOUE
- الإخراج: شينجي أوشيرو
- إنتاج: تي في طوكيو، دنتسو، OLM, Inc.‎

## أغنية الأنمي

### شارة النهاية

#### النسخة الإنجليزية
-->

### شارة البداية

#### النسخة اليابانية
Geragerapou no uta ‎ (ゲラゲラポーのうた)
كلمات:Motsu
مغني:King Cream Soda
Matsuri hayashi de geragerapō ‎ (祭り囃子でゲラゲラポー)
كلمات:Motsu
مغني:King Cream Soda
Hatsukoi-tōge de geragerapou ‎ (初恋峠でゲラゲラポー)
كلمات:Motsu
مغني:King Cream Soda
Gerappo dansutorein ‎ (ゲラッポ・ダンストレイン)
كلمات:Motsu
مغني:King Cream Soda
Jinsei doramachikku ‎ (人生ドラマチック)
كلمات:Motsu,تاكاجي تاكاشي
مغني:King Cream Soda
Teru kuni jinja no kumade ‎ (照國神社の熊手)
كلمات:Motsu,تاكاجي تاكاشي
مغني:King Cream Soda
Yū gara o tomodachi ‎ (ゆーがらお友達)
كلمات:Motsu,تاكاجي تاكاشي
مغني:King Cream Soda
Banzai! Ai zenkai! ‎ (ばんざい！愛全開！)
كلمات:Motsu,Tsunku
مغني:King Cream Soda
!Gōrudo... nanchatte ‎ (ゴールド・・・なんちゃって！)
كلمات:Motsu,تاكاجي تاكاشي
مغني:King Cream Soda
Taimumashīn o chōdai ‎ (タイムマシーンをちょうだい)
كلمات:Motsu,تاكاجي تاكاشي
مغني:King Cream Soda

### شارة النهاية

#### النسخة اليابانية
Yōkai taisō daiichi ‎ (ようかい体操第一)
كلمات:لاكي إيكيدا,تاكاجي تاكاشي
مغني:Dream5
Dan dan do~ubi zubā! ‎ (ダン・ダン ドゥビ・ズバー!)
كلمات:motsu,تاكاجي تاكاشي
مغني:Dream5,motsu
Geragerapō soukyoku ‎ (ゲラゲラポー走曲)
كلمات:motsu,تاكاجي تاكاشي,لاكي إيكيدا
مغني:妖怪King Dream Soda
Aidoru wa ūnyanya no kudan ‎ (アイドルはウーニャニャの件)
كلمات:ياسوشي أكيموتو
مغني:ニャーKBwithツチノコパンダ
Yōkai taisō daini ‎ (ようかい体操第二)
كلمات:تاكاجي تاكاشي,لاكي إيكيدا
مغني:Dream5
Uchuu dansu! ‎ (宇宙ダンス!)
كلمات:تاكاجي تاكاشي
مغني:Kotori with Stitch Bird
Chikyuujin ‎ (地球人)
كلمات:تاكاجي تاكاشي
مغني:Kotori with Stitch Bird
Furusato Japon ‎ (ふるさとジャポン)
كلمات:تاكاجي تاكاشي
مغني:LinQ
Torejyaa ‎ (トレジャー، Treasure)
كلمات:
مغني:LinQ
Haro Kuridansu ‎ (ハロ・クリダンス)
كلمات:تاكاجي تاكاشي,لاكي إيكيدا
مغني:妖ベックス連合軍
Ā jōnetsu no banbarayā ‎ (ああ情熱のバンバラヤー)
كلمات:تاكاجي تاكاشي
مغني:LinQ

## وصلات خارجية
- يوكاي واتش على موقع IMDb (الإنجليزية)
- يوكاي واتش على موقع نتفليكس (الإنجليزية)
- يوكاي واتش على موقع كينوبويسك (الروسية)
- يوكاي واتش على موقع قاعدة بيانات الفيلم (الإنجليزية)
- يوكاي واتش على موقع ANN anime (الإنجليزية)